# Ockrabukig duva
Ockrabukig duva (Leptotila ochraceiventris) är en fågel i familjen duvor inom ordningen duvfåglar.

## Utseende och läte
Ockrabukig duva är en liten (23–25 cm) marklevande duva. Pannan är skärvit, övergående i skärbrunt på hjässan och glänsanse violett på bakre delen av hjässan och övre delen av manteln. Resten av ovansidan är mörkt olivgrön, med vissa inslag av bronsgrönt på mantel och vingtäckare. Strupen är vit, halsen beigefärgade, bröstet vinrött och resten av undersidan mestadels vitaktig. Liknande ljuspannad duva är tydligt större. Lätet är ett distinkt och gutturalt "rrroowww" som upprepas var tionde sekund.

## Utbredning och systematik
Fågeln förekommer från Manabí i sydvästra Ecuador till Tumbes och Piura i nordvästra Peru. Den behandlas som monotypisk, det vill säga att den inte delas in i några underarter.

## Status och hot
Ockrabukig duva har en liten världspopulation bestående av uppskattningsvis endast 2 500–10 000 vuxna individer. Den tros också minska i antal till följd av habitatförlust. Den är därför upptagen på internationella naturvårdsunionen IUCN:s röda lista över hotade arter, kategoriserad som sårbar (VU).